# Ruta del Distrito de Columbia 295
La Ruta del Distrito de Columbia 295, y abreviada DC 295 (en inglés: District of Columbia Route 295) es una carretera  estadounidense ubicada en el Distrito de Columbia. La carretera inicia en el Sur desde la I 295     en Anacostia y finaliza en la  MD 201  en la línea DC-Maryland, tiene una longitud de 6,90 km (4.29 mi).

## Mantenimiento
Al igual que las autopistas interestatales, y las rutas federales y el resto de carreteras, la Ruta del Distrito de Columbia 295 es administrada y mantenida por el Departamento de Transporte del Distrito de Columbia por sus siglas en inglés DC DOT.